# 吴镇 (元朝画家)

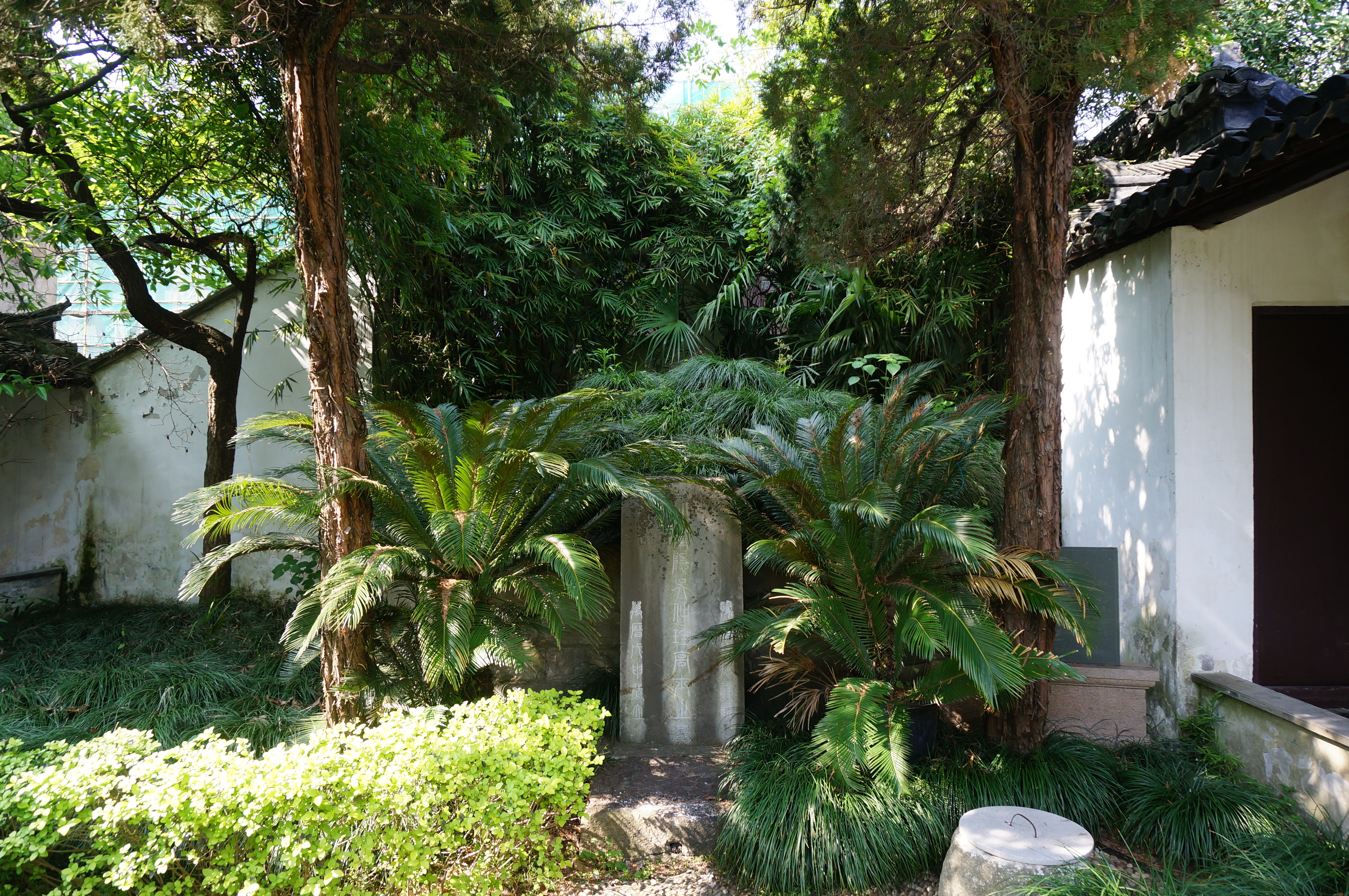
嘉善吴镇墓

吴镇（1280年—1354年），字仲圭，号梅花道人、梅沙弥等，浙江省嘉兴魏塘桥（今嘉善县魏塘街道）人，元代画家。与黄公望、王蒙、倪瓒并称“元四家”。

## 生平
吴镇生于元至元十七年（1280），自幼依傍吴森，吴森富收藏，“唯嗜古名画，购之千金不惜”，使吴镇得以观摹历代名画。吳鎮性孤介，博学多识，曾替人算命，工书法，善草书，能诗文，绘画善水墨山水画，师法巨然，用长披麻皴，兼以斧劈，笔力劲爽，墨气淋漓，写出山川林木峥嵘郁茂之景，改变了巨然“淡墨轻岚”的风格。同時也画松竹，亦挺拔有致。尤其重视画面题咏书法与绘画风格的协调统一。他的画善用老笔湿墨，笔力雄劲，墨气沉厚，题咏诗文较多。画墨竹笔意豪宕，生意满纸；画古木、怪石挺劲有力。明清两代书画家均受他很大影响。今有吳鎮墓位於浙江嘉興市嘉善縣魏塘街道花園路178號梅花庵內。

## 家族
曾祖吴寰。高祖吴潜。祖吴泽。父吴禾，三叔父吴森，以航海致富，与书法家赵孟頫为至交。

## 部分作品
- 《洞庭漁隱》軸，藏於台灣台北國立故宮博物院
- 《秋江漁隱》軸，藏於台灣台北國立故宮博物院
- 《漁父圖》軸，藏於台灣台北國立故宮博物院
- 《篔簹清影圖》，藏於台灣台北國立故宮博物院
- 《雙松圖》，藏於台灣台北國立故宮博物院
- 《晴江列岫圖》卷，藏於台灣台北國立故宮博物院
- 《夏山欲雨圖》卷，藏於台灣台北國立故宮博物院
- 《後赤壁賦圖》軸，藏於台灣台北國立故宮博物院
- 《溪山雨意圖》，藏於台灣台北國立故宮博物院
- 《墨竹坡石圖》，藏於中國北京故宮博物院
- 《蘆花寒雁圖》，藏於中國北京故宮博物院

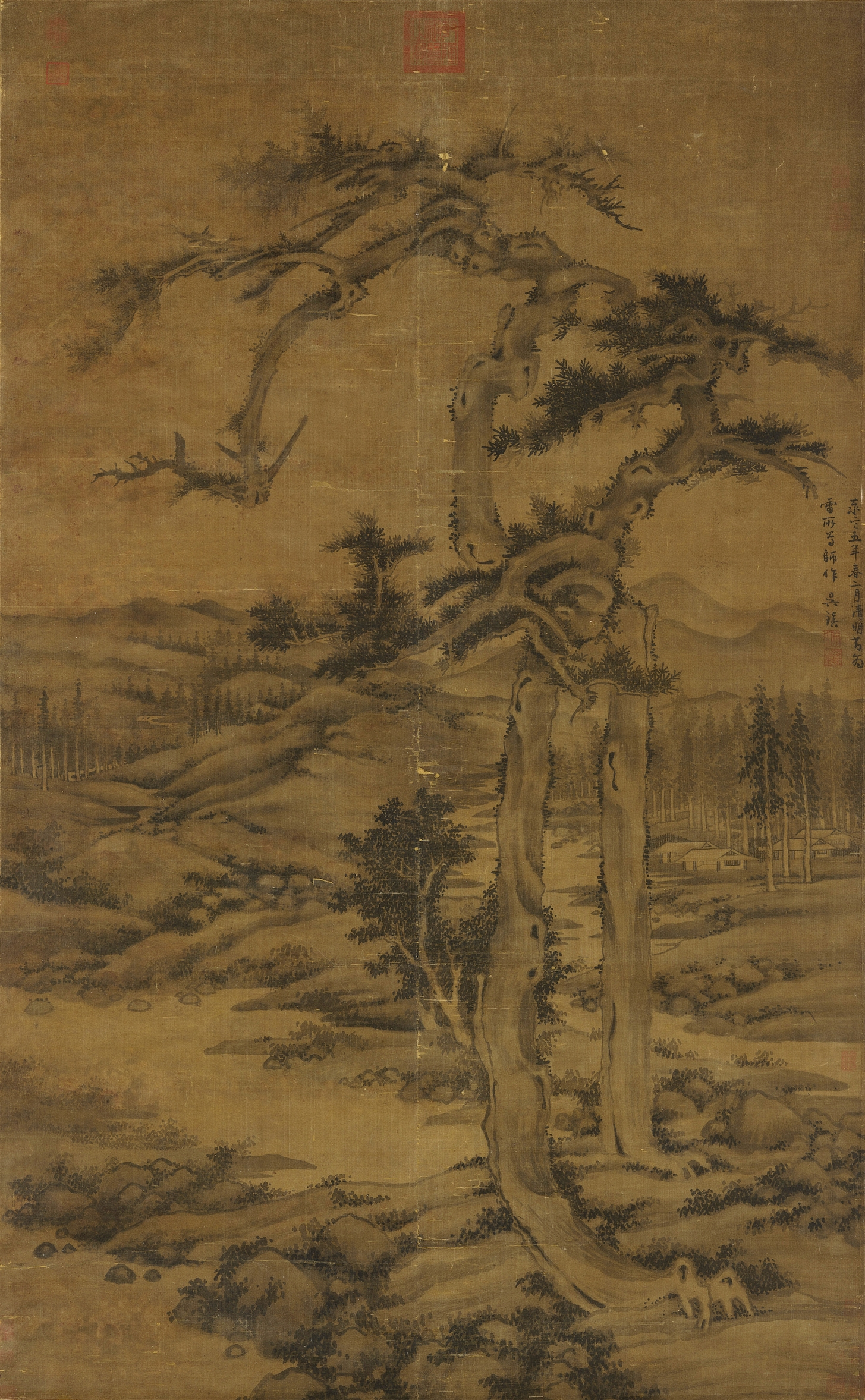
《雙松圖》繪於1328年，縱180.1cm×橫111.4cm，國立故宮博物院藏。
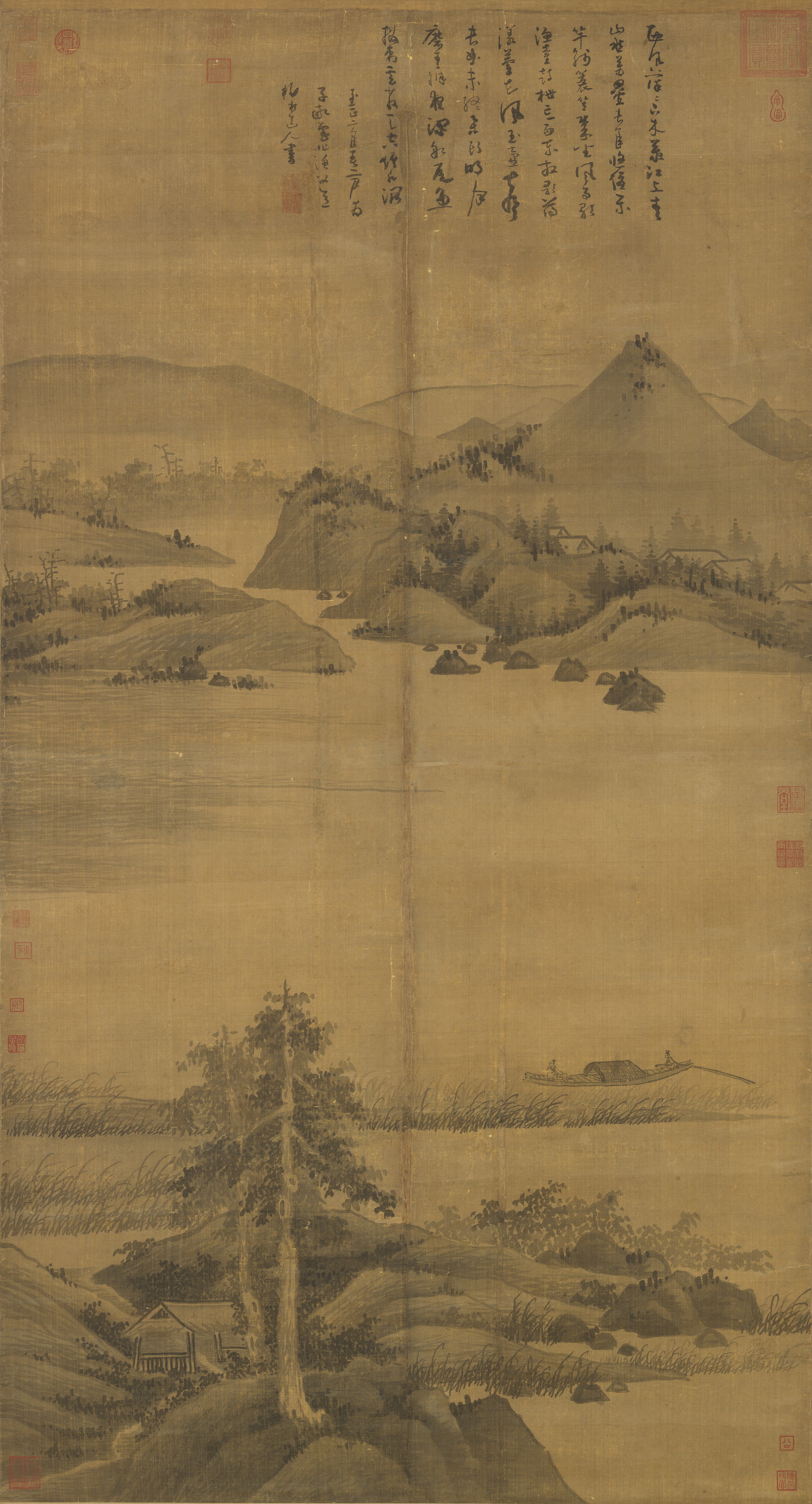
《漁父圖》繪於1342年，縱176.1cm×橫95.6cm，國立故宮博物院藏。
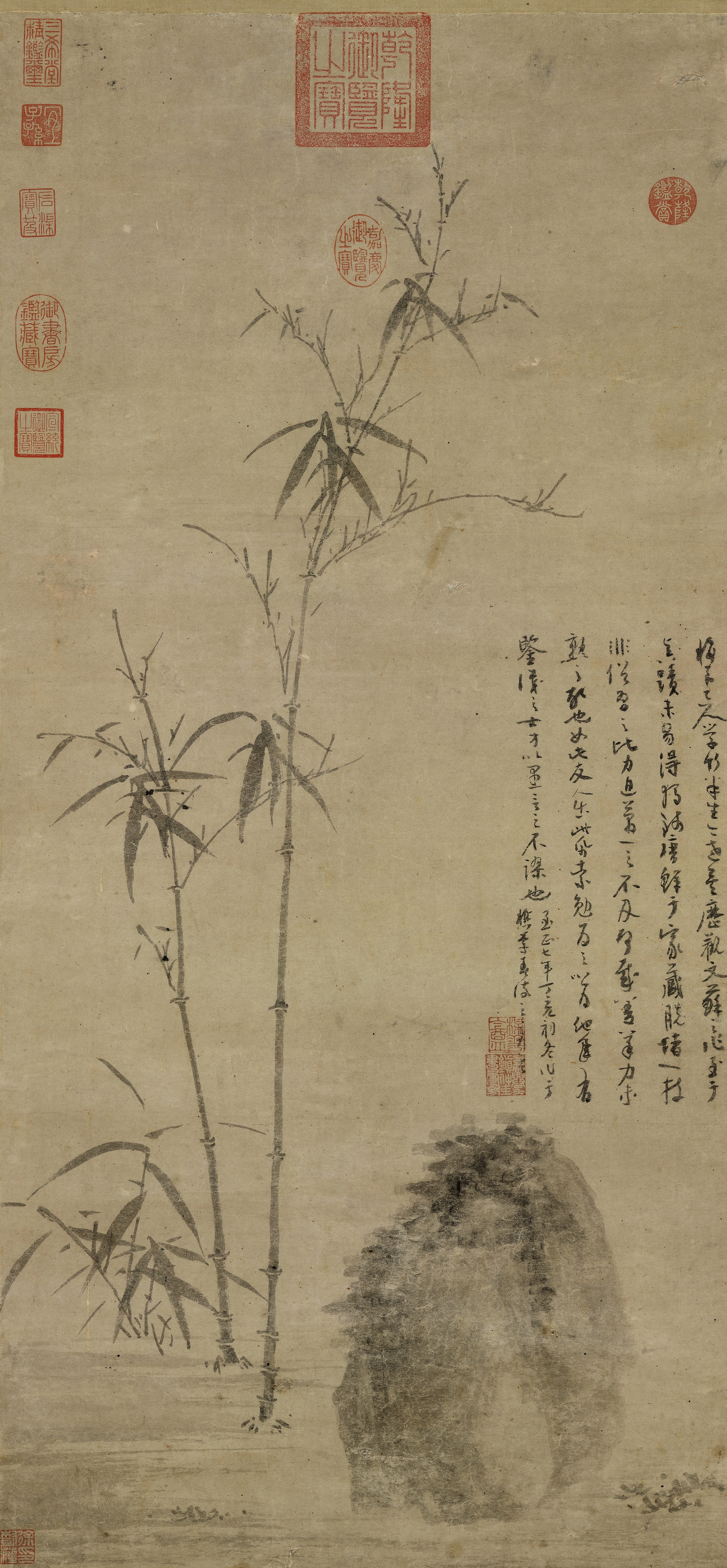
《竹石圖》，國立故宮博物院藏。
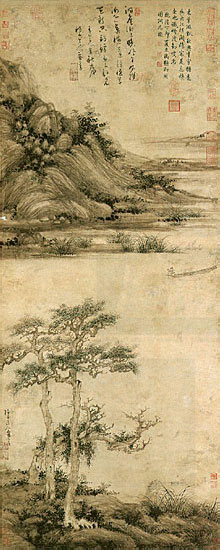
《洞庭漁隱》，國立故宮博物院藏。
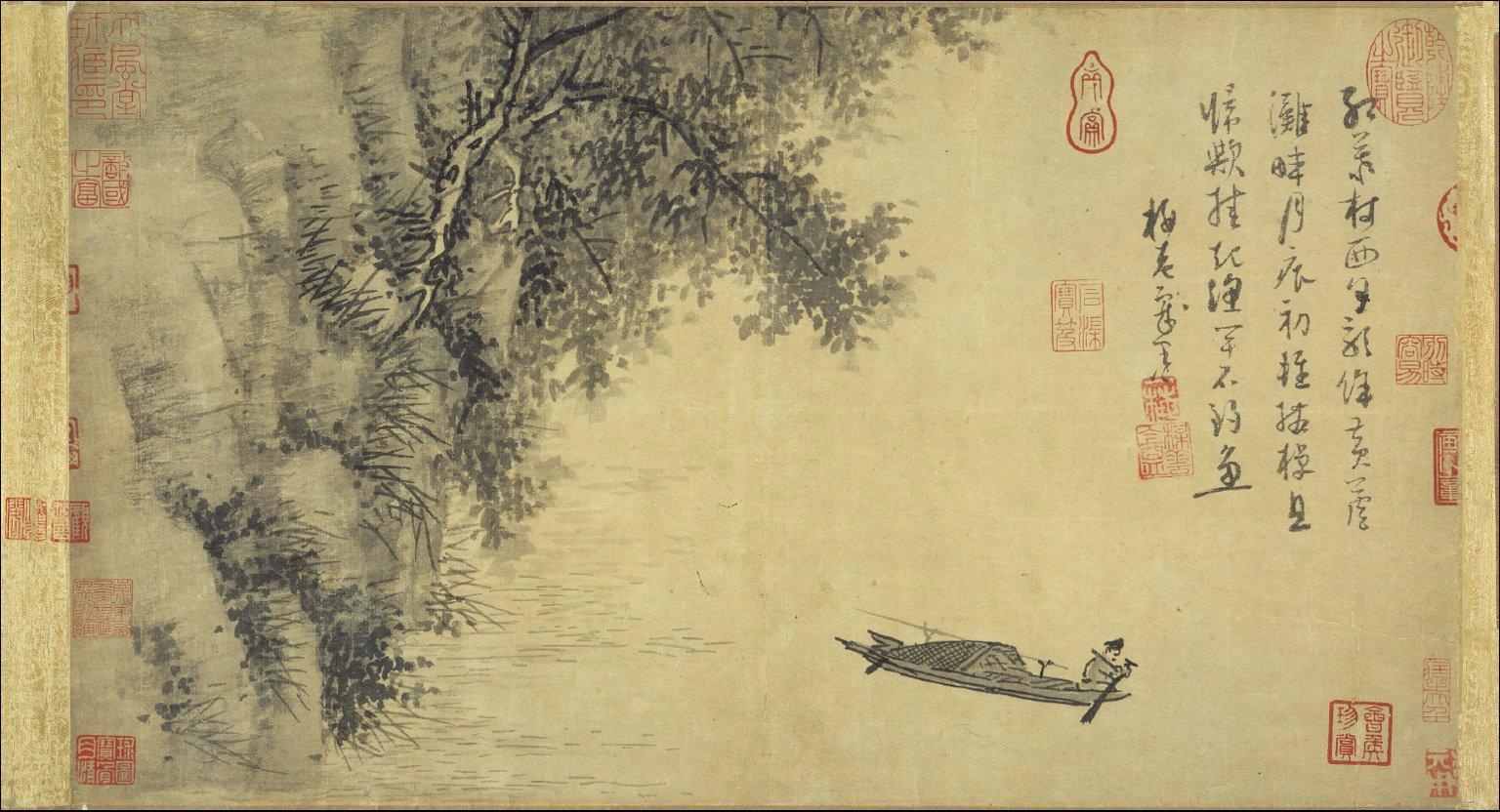
《蘆灘釣艇图》卷，现藏于美国大都会艺术博物馆。
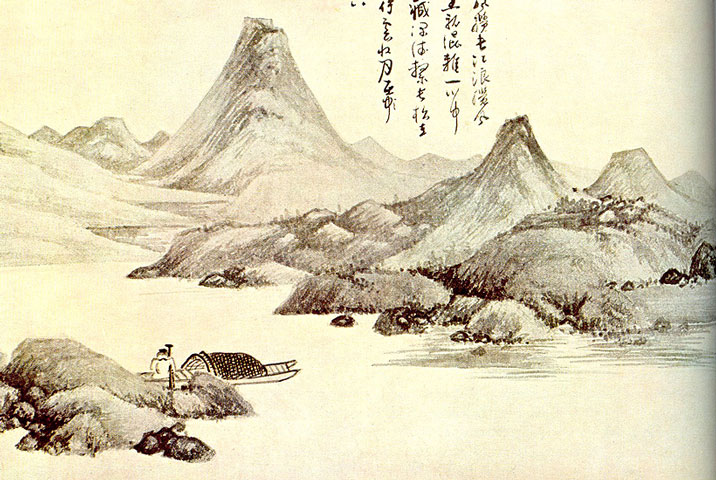
《漁父圖》，佛利尔美术馆藏